# ۱۳۲۷ (خورشیدی)
۱۳۲۷ هزار و سیصد و بیست و هفتمین سال هجری خورشیدی سالی عادی است.

## رویدادها
- ۱۵ بهمن ـ تیراندازی به محمدرضا پهلوی، شاه ایران، به دست ناصر فخرآرایی در دانشگاه تهران
- اعلام انحلال حزب تودهٔ ایران توسط دولت ایران
- انتشار آتش خاموش نخستین مجموعهٔ داستانی که به قلم زنی ایرانی چاپ شده‌است، توسط سیمین دانشور[۱]

## زادروزها
- ۱ فروردین - غلامرضا نیکخواه، بازیگر
- ۲ فروردین - مروت‌الله پرتو، نماینده پیشین مجلس
- ۱۵ فروردین - جمشید چالنگی، روزنامه‌نگار ایرانی و از مجریان تلویزیونی بخش فارسی صدای آمریکا
- ۱۵ فروردین - ژیلا مساعد، شاعر و نویسنده
- ۶ اردیبهشت - عبدالباقی درویش، خلبان و آموزگار نیروی هوایی ارتش جمهوری اسلامی ایران
- ۲۹ اردیبهشت - منصور ستاری، فرمانده نیروی هوایی جمهوری اسلامی ایران در زمان جنگ ایران و عراق
- ۲ خرداد - ابوالفضل مهدیار، سرگرد خلبان اف-۴ فانتوم ۲ نیروی هوایی ارتش جمهوری اسلامی ایران بود.[۲][۳]
- ۵ خرداد - محمدعلی پرواز، نقاش و خوش‌نویس
- ۵ خرداد - علی رهبری، موسیقی‌دان و رهبر ارکستر
- ۲۲ خرداد- صادق زیباکلام منفرد، استاد علوم سیاسی
- تیر - سید علی میلانی، فقیه و مؤسس مؤسسه امامت
- ۷ مرداد - مرتضی حاجی، وزیر تعاون در کابینه اول و وزیر آموزش و پرورش در کابینه دوم محمد خاتمی
- ۲۴ مرداد - سید محمود هاشمی شاهرودی، روحانی و سیاستمدار ایرانی عراقی الاصل
- ۶ مهر - حسینعلی ترکی، نظامی ایرانی و از فرماندهان سپاه پاسداران انقلاب اسلامی
- ۲۲ مهر - عطا جنگوک، نوازندهٔ ایرانی تار و سه‌تار
- ۲۷ مهر - محمد خشنودی، استاد و عضو هیئت علمی دانشگاه سیستان و بلوچستان
- ۲۱ آبان - حسن روحانی، هفتمین رئیس‌جمهور ایران
- ۲ آذر - مرتضی الویری، فعال سیاسی و شهردار تهران
- ۱۷ آذر - مسعود جعفری جوزانی، کارگردان و فیلم‌ساز
- ۴ دی - حمید آرش‌آزاد، شاعر، نویسنده و طنزپرداز ترک‌زبان
- ۵ دی - منصور کوشان، داستان‌نویس و شاعر
- ۲۸ دی - جلال‌الدین کزازی، نویسنده، ادیب و پژوهشگر
- ۲۶ اسفند - عزیز اسپندار، بازیکن فوتبال

تاریخ نامعلوم
- سید محسن نوربخش، وزیر امور اقتصاد و دارایی پیشین و رئیس بانک مرکزی
- محمدمهدی مظلوم‌زاده، پژوهشگر و نویسنده
- غلامرضا آقازاده، وزیر نفت و رئیس انرژی اتمی
- سید رضا برقعی مدرس، نماینده سابق خمینی در کشورهای حوزه خلیج فارس و عضو مجمع مدرسان و محققان حوزه علمیه قم
- فرشته جنابی، بازیگر

## درگذشت‌ها
- حسن مشار، سیاستمرد دوره قاجار و پهلوی (زاده ۱۲۴۲)